# Megalodacne heros
Megalodacne heros  (лат.) — один из двух неарктических видов жуков-грибовиков рода Megalodacne.

## Распространение
Обитают в Северной Америке

.

## Описание
Жук длиной от 18 до 21 мм. Megalodacne heros больше Megalodacne fasciata.